# 부산맹학교
부산맹학교는 부산광역시 동래구 명장2동에 있는 공립 특수학교이다. 시각 장애인 학생을 위한 교육환경을 만들기 위해 유치원, 초등학교, 중학교, 고등학교, 전공과가 통합된 형태의 학교이다.

## 학교 연혁
| 연혁일     | 연혁내용 |
| ---------- | --- |
| 2021.03.01 | 영아부 1학급, 유치원 1학급, 초등학교 6학급, 중학교 4학급, 고등학교 4학급, 전공과 4학급 편성 운영(총20학급)      |
| 2021.02.19 | 유치원 제 29회, 초등학교 제 65회 , 중학교 제 62회, 고등학교 제 44회, 전공과 제 17회 졸업(총 25명, 누계 1,598명) |
| 2020.03.01 | 제19대 박종탁 교장선생님 취임                                                                                   |
| 2009.03.01 | 부산광역시교육청 지정 디지털 교과서 연구학교 운영(2년)                                                          |
| 2008.03.13 | 동래특수교육지원센터 개소                                                                                       |
| 2007.11.21 | 부산맹학교 도서실 '손소리클샘터' 개관                                                                           |
| 2007.03.01 | 교육과학기술부 지정 디지털 교과서 연구학교 운영)(2년)                                                           |
| 2001.10.08 | 전공과 설치 인가                                                                                                |
| 1997.09.01 | 동래구 명장동으로 학교 이전                                                                                     |
| 1987.03.01 | 유치원 설치인가(1학급)                                                                                          |
| 1978.02.15 | 고등학교 제 1회 졸업식                                                                                          |
| 1975.03.01 | 부산맹학교로 개교 (초,중,고 과정)                                                                               |
| 1974.12.26 | 부산맹학교로 교명 개칭 및 고등부 증설 인가                                                                      |
| 1960.03.19 | 중학교 제 1회 졸업식                                                                                            |
| 1957.07.12 | 초대 유병온 교장 취임                                                                                           |
| 1957.04.20 | 중학교 설치인가                                                                                                 |
| 1957.03.25 | 초등학교 제 1회 졸업식                                                                                          |
| 1955.09.19 | 공립 부산맹아학교 문교부 설립인가 및 개교                                                                       |
| 1953.09.05 | 국립서울맹아학교 부산분교로 개교                                                                                |